# Saimaa-Kanal

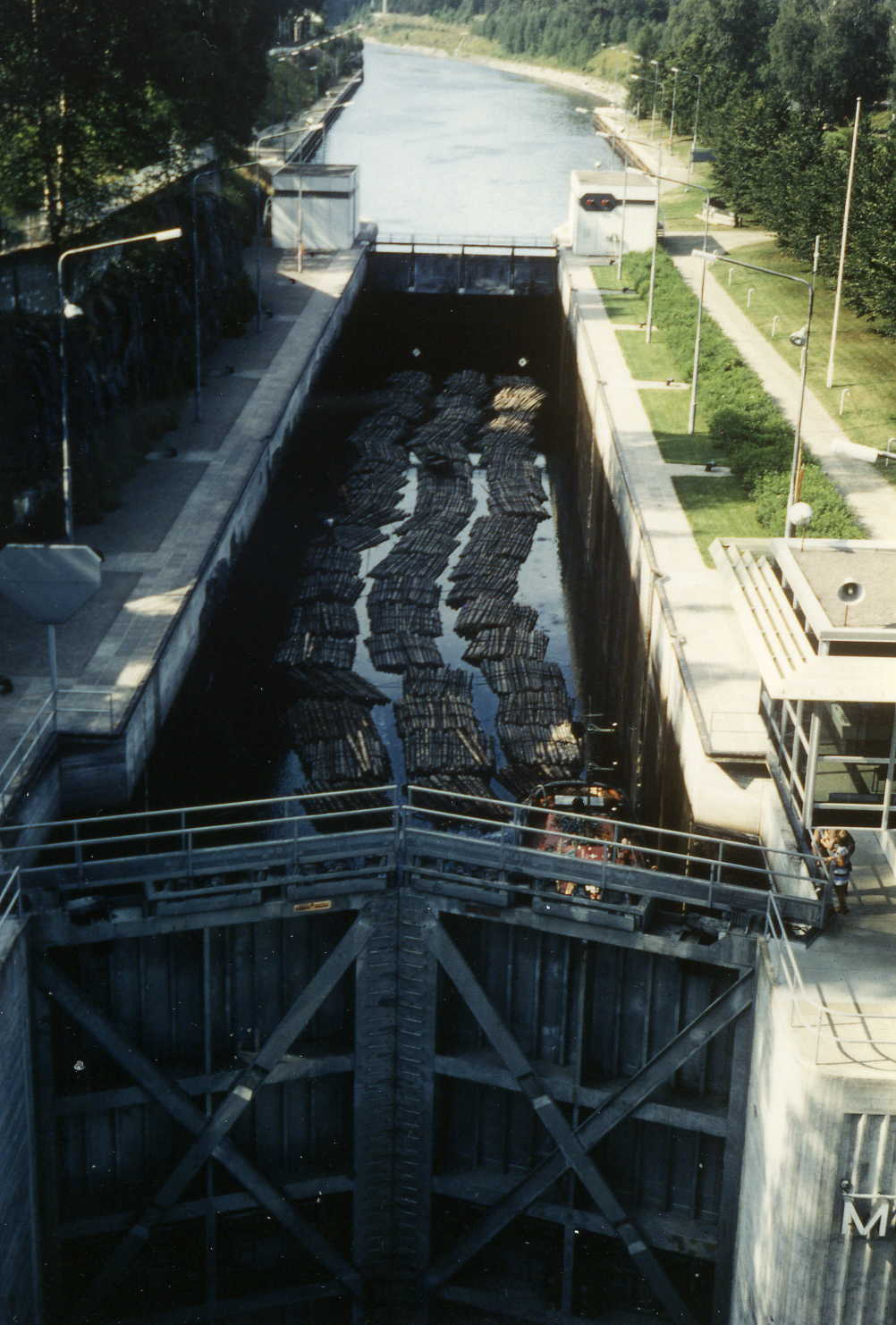
Floßverband in der Schleuse Mälkiä bei Lappeenranta

Der Saimaa-Kanal (auch Saimaakanal oder Saimakanal, finnisch Saimaan kanava, schwedisch Saima kanal, russisch Сайменский канал Sajmenski kanal) ist eine künstliche Wasserstraße, die den Saimaasee über finnisches und russisches Territorium mit dem Finnischen Meerbusen verbindet. Der Kanal wurde zwischen 1849 und 1856 zum größten Teil unter der Leitung des schwedischen Ingenieur Nils Ericson erbaut, als Finnland ein autonomes Fürstentum im Zarenreich war. Er ist seit je her bedeutsam für Transporte der holzverarbeitenden Industrie. 

Maly Wyssozki, Wyborg, Saimaakanal

Die Länge zwischen der Stadt Lappeenranta (Finnland) und der Schleuse Brusnitschnoje bei Wyborg (Russland) beträgt 42,93 Kilometer, davon liegen 19,60 Kilometer auf russischem Territorium. Die Höhendifferenz beträgt 76 m. Acht Schleusen stufen die Wasserstraße, auf der Schiffe mit einer Tragfähigkeit von 2.000 bis 2.500 Tonnen verkehren können. Entsprechend den Abmessungen der Schleusen dürfen Schiffe die Maße von 82,50 Meter Länge, 12,60 Meter Breite, 4,35 Meter Tiefgang und 24,50 m Durchfahrtshöhe nicht überschreiten (siehe Saimax).
Als nach der Verwicklung Finnlands in den Fortsetzungskrieg mit der UdSSR 1944 der Waffenstillstand von Moskau vereinbart worden war, fiel als Folge der Gebietsabtretungen ein Teil des Kanalbereichs an die UdSSR. Nachdem damit das Schicksal dieser schon zuvor gesperrten Wasserstraße besiegelt schien, wurde es mit der Entwicklung gutnachbarlicher Beziehungen wieder möglich, den Kanal für den Verkehr zu öffnen. Dazu verpachtete die Sowjetunion den Abschnitt, der sich auf deren Staatsgebiet befand, an Finnland im Jahre 1963 auf 50 Jahre. Dieser Vertrag wurde am 27. Mai 2010 durch einen neuen ersetzt, der ebenfalls wieder eine Laufzeit von 50 Jahren hat. In dem neuen Vertrag wird die zuvor enthaltene Insel Maly Wyssozki (finnisch Ravansaari) nicht mehr durch Finnland gepachtet. 
Im Jahre 1962 unterzeichneten beide Seiten außerdem einen Vertrag, der auch eine Modernisierung und Rekonstruktion vorsah. Sechs Jahre später wurde der von Bauarbeitern und Ingenieuren beider Staaten verbesserte Schifffahrtsweg wiedereröffnet. Seit 1991 kann man den Kanal auch als Tourist mit dem eigenen Boot oder mit Ausflugsbooten befahren.